# アルゼンチンの競馬
アルゼンチンの競馬（ - のけいば）では、アルゼンチンにおける競馬について記述する。

## 歴史
- 1826年、イギリス人の主催により、初めて近代競馬（正式のルールと専用の施設（競馬場）に基づく競馬）が行われる。
- 1859年、初の常設競馬場が建設される。同時にサラブレッドの輸入が盛んになる。
- 1882年、統括団体としてアルゼンチンジョッキークラブがブエノスアイレスに創設され、翌1883年からパレルモ競馬場での競馬開催を管轄するようになる。
- 1884年、第1回ナシオナル大賞が行われる。
- 1887年、ナシオナル競馬場が建設される。
- 同年、第1回カルロスペレグリーニ大賞が行なわれる。
- 1911年、ナシオナル競馬場が閉鎖される。
- 1935年、芝コースをもつサンイシドロ競馬場が建設される。
- フアン・ペロン大統領が1953年と1973年の2度にわたり、競馬を国有化。ペロンは競馬開催を厳しく規制し、サンイシドロ競馬場が閉鎖される。
- 1979年、サンイシドロ競馬場がアルゼンチンジョッキークラブに返還される。
- 1991年、エストレジャス大賞が創設される。
- 1992年、パレルモ競馬場が民営化。

## 特徴
- 賭けは、パリミュチュエル方式のみ合法。
- 南アメリカの中でもっともサラブレッドの生産が盛んで、生産頭数は7300頭ほど。

## 主な競走

### 平地競走
- クラシック
  - ポージャ・デ・ポトリロス
  - ナシオナル大賞
  - ジョッキークラブ大賞
  - ポージャ・デ・ポトランカス（Polla de Potrancas） - アルゼンチン1000ギニー[1]
  - セレクシオン・デ・ポトランカス
  - セレクシオン大賞（Gran Premio Seliccion） - アルゼンチンオークス[1]
- 2000ギニー大賞
- 1000ギニー大賞
- アルゼンチングランクリテリウム
- ラウル&ラウル・E・チェヴァリエ大賞
- エリセオ・ラミレス大賞
- ポトランカス大賞
- エンリケアセバル大賞
- スイパチャ大賞
- フェリクス・デ・アルザガ・ウンセ大賞
- サンイシドロ大賞
- ホアキン・S・デアンチョレナ大賞
- ミゲル・A・マルティネスデオズ大賞
- ラス・アメリカス大賞
- 5月25日大賞（Gran Premio 25 de Mayo）
- コパ・デ・プラタ
- コパ・デ・オロ
- サンチャゴルーロ大賞
- モンテヴィデオ大賞
- サトゥルニノ・J・ウンセ大賞
- ホルヘデアトゥーチャ大賞（Gran Premio Jorge Atucha）
- ブエノスアイレス国際大賞
- マイプ大賞
- アルゼンチン共和国国際大賞
- ヒルベルトレレナ大賞
- クレアドレス大賞
- サンマルティン将軍大賞
- プロヴィンシア・ド・ブエノスアイレス大賞
- ホアキン・V・ゴンザレス国際大賞
- ダルドロチャ国際大賞
- カルロスペレグリーニ大賞
- オノール大賞
- パレルモ大賞
- エストレジャス大賞
  - エストレジャス大賞アルゼンチンプロヴィンス
  - エストレジャス大賞ダートジュニア
  - エストレジャス大賞ダート
  - エストレジャス大賞ジュヴェナイル
  - エストレジャス大賞ジュヴェナイルフィリーズ
  - エストレジャス大賞スプリント
  - エストレジャス大賞マイル
  - エストレジャス大賞クラシック
  - エストレジャス大賞ディスタフ
  - エストレジャス大賞ジュニアスプリント
- ラテンアメリカ大賞(ペルー、チリ、ウルグアイ、ブラジルとの持ち回り開催）

## 現在のアルゼンチンの主な平地競走のレース日程（G1競走のみ）
- 8月- （第1週）1000ギニー大賞[2]・2000ギニー大賞[3]
- 9月- （第1週）ポージャ・デ・ポトリロス[4]・ポージャ・デ・ポトランカス[5]・サンマルティン将軍大賞[6]（第3週）セレクシオン・デ・ポトランカス[7]
- 10月- （第2週）スイパチャ大賞[8]・サンイシドロ大賞[9]・ジョッキークラブ大賞[10]・セレクシオン大賞[11]（第4週）プロヴィンシア・ド・ブエノスアイレス大賞[12]（第5週）コパ・デ・オロ[13]
- 11月- （第1週）ナシオナル大賞[14]・マイプ大賞[15]・パレルモ大賞[16]（第2週）エンリケアセバル大賞[17]（第3週）ホアキン・V・ゴンザレス国際大賞[18]・ダルドロチャ国際大賞[19]
- 12月- （第2週）コパ・デ・プラタ[20]・フェリクス・デ・アルザガ・ウンセ大賞[21]・ホアキン・S・デアンチョレナ大賞[22]・カルロスペレグリーニ大賞[23]
- 2月- （第1週）ミゲル・A・マルティネスデオズ大賞[24]
- 4月- （第1週）オノール大賞[25]・ヒルベルトレレナ大賞[26]
- 5月- （第1週）クレアドレス大賞[27]・ブエノスアイレス国際大賞[28]・ラス・アメリカス大賞[29]・アルゼンチン共和国国際大賞[30]・ホルヘデアトゥーチャ大賞[31]・モンテヴィデオ大賞[32]（第4週）5月25日大賞[33]・アルゼンチングランクリテリウム[34]・ポトランカス大賞[35]
- 6月- （第4週）エストレジャス大賞（エストレジャス大賞ジュヴェナイル[36]、エストレジャス大賞ジュヴェナイルフィリーズ[37]、エストレジャス大賞クラシック[38]、エストレジャス大賞ディスタフ[39]、エストレジャス大賞スプリント[40]、エストレジャス大賞マイル[41]）

暦の関係上、開催が前の月に前倒しする時や、翌月にずれ込むことがあり、第○週と書いてあるものがずれることがよくある。よってあくまでも目安として判断していただきたい。

## 主な競馬場
- サンイシドロ競馬場
- パレルモ競馬場
- ラプラタ競馬場
- ラプンタ競馬場